# صوفيا هنتر
صوفيا هنتر (بالإنجليزية: Sophia Hunter)‏ هي منافسة ألعاب القوى جامايكية، ولدت في 9 ديسمبر 1964.

## وصلات خارجية
- صوفيا هنتر على موقع الاتحاد الدولي لألعاب القوى (الإنجليزية)
- صوفيا هنتر على موقع أوليمبيديا (الإنجليزية)